# Nawaf Al-Ahmad Al-Jaber Al-Sabah
Nawaf Al-Ahmad Al-Jaber Al-Sabah (arabă نواف الأحمد الجابر الصباح Nawāf al-ʾAḥmad al-Jābir aṣ-Ṣabāḥ; n. 25 iunie 1937, Kuweit, Kuweit – d. 16 decembrie 2023, Jaber al Ahmad hospital⁠(d), Kuweit) a fost Emirul Kuweitului și comandantul Forțelor Militare din Kuweit. La 30 septembrie 2020, el a urmat la tron după moartea fratelui său vitreg, Sabah Al-Ahmad Al-Jaber Al-Sabah. Nawaf a fost nominalizat ca Prinț moștenitor la 7 februarie 2006.

## Viață timpurie și educație
Șeicul Nawaf Al-Ahmed Al-Jaber Al-Sabah s-a născut la 25 iunie 1937. A fost fiul celui de-al 10-lea conducător al Kuweitului, șeicul Ahmad Al-Jaber Al-Sabah. A studiat în diferite școli din Kuweit.